# تشلينغتون (بيدفوردشير)
تشلينغتون (بالإنجليزية: Chellington)‏ هي قرية تقع في المملكة المتحدة في شرق انجلترا.